# Hate (banda)

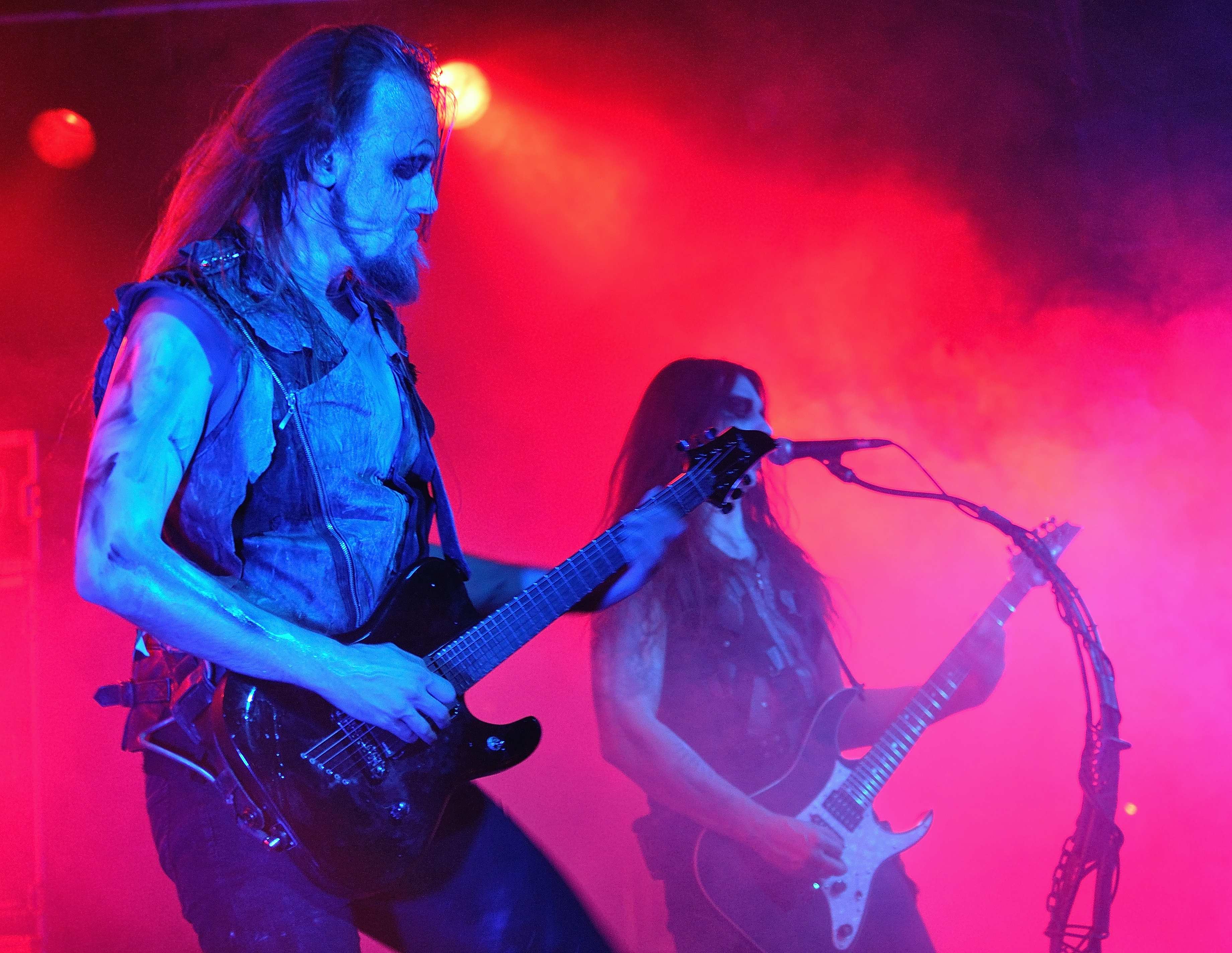
Hate em 2015

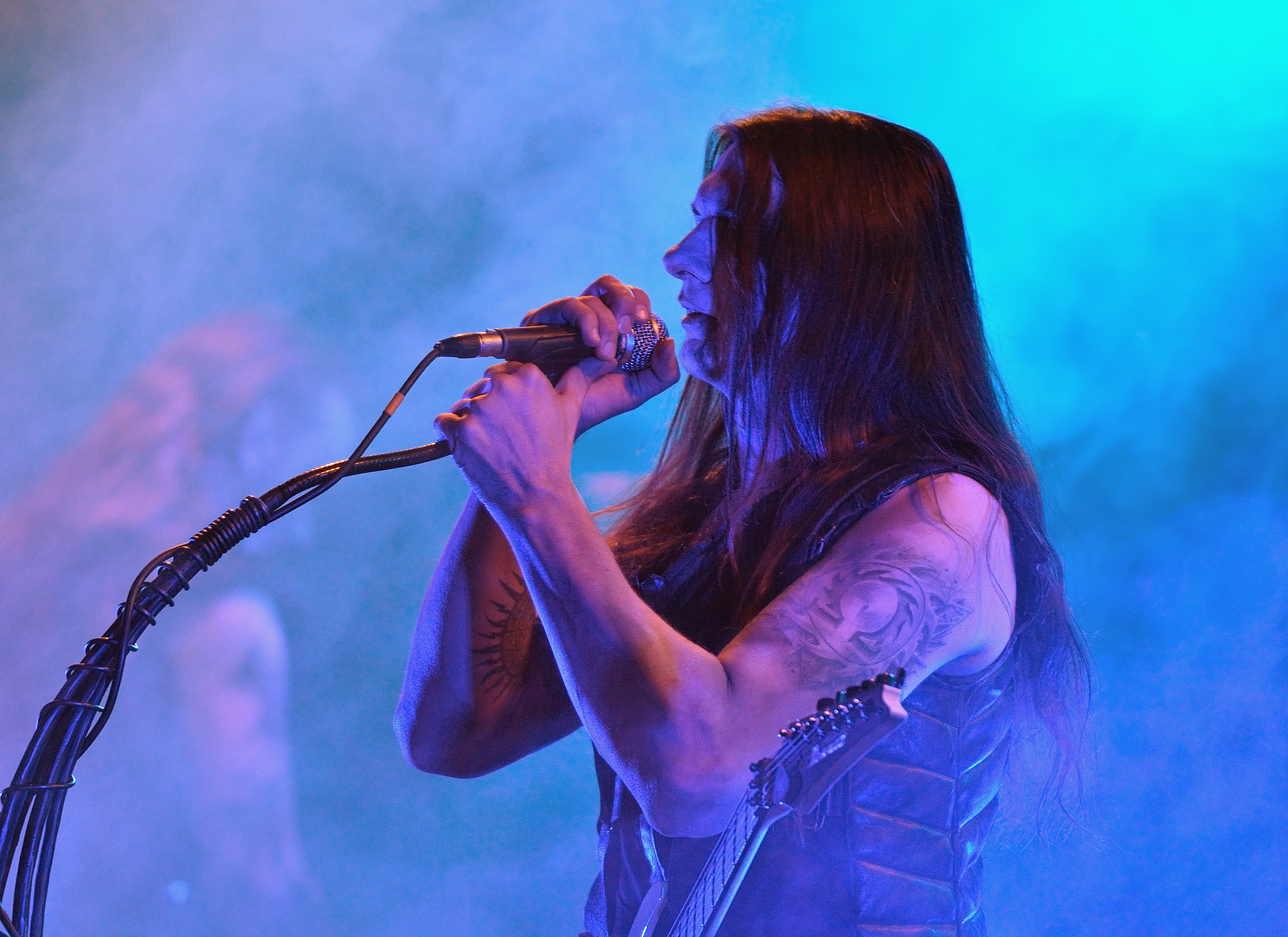
Adam Buszko em 2015

Hate é uma banda de blackened death metal de Varsóvia, Polônia.

## Biografia
A banda Hate foi formada em 1990 pelo guitarrista e vocalista "Adam The First Sinner", pelo guitarrista Qack e o baterista Mittloff. Entre 1990 a 1995, a banda gravou 3 demos: Aborrence (1992), Evil Art (1994) e Unwritten Law (1995). No ano de 1996, assinaram contrato com a primeira gravadora, Novum Vox Mortiis, com quem lançou os seus dois primeiros álbuns Daemon Qui Fecit Terram (1996) e Lord Is Avenger (1997).
Em 2000, o Hate lançou um mini-álbum chamado Victims pela gravadora Metal Mind Records. Em 2004, lançaram Awakening Of The Liar pela Listenable Records na Europa e pela Mercenary Music nos EUA. Ganharam notoriedade com o álbum Anaclasia em 2005, sendo este lançado pela Empire Records. Esse era o indicativo de que a banda estava construindo sua identidade, com letras bem estruturadas, apostando num som mais melódico das guitarras sem perder o lado mais técnico.
A banda polonesa lançaria dois álbuns, Morphosis e Solarflesh, que se destacariam ao longo da década por manter-se fiel às raízes. Solarflesh, por sua vez, seria lembrado pela crítica pelo uso ousado de teclado em suas músicas, possibilitando ao ouvinte sentir o drama da trama.
O décimo primeiro álbum banda chamado Auric Gates of Veles foi lançado em 2019 pela Metal Blade Records.

## Discografia

### Álbuns
- Daemon Qui Fecit Terram (1996)
- Lord Is Avenger (1998)
- Holy Dead Trinity (2001)
- Cain's Way (2002)
- Awakening of the Liar (2003)
- Anaclasis - A Haunting Gospel Of Malice And Hatred (2005)
- Morphosis (2008)
- Erebos (2010)
- Solarflesh – A Gospel of Radiant Divinity (2013)
- Crusade:Zero (2015)
- Tremendum (2017)
- Auric Gates of Veles (2019)

### Compilações
- Gateways To Hell: Tribute To Slayer (2000)
- Evil Decade Of Hate (2000)
- Holy Dead Trinity (2001)

### Demos
- Abhorrence (1992)
- Evil Art (1994)
- The Unwritten Law (1995)

### Mini-Álbuns
- Victims (1999)

### DVD(s)
- Litanies Of Satan (2004)[6]

## Membros e ex-membros
Membros atuais
Adam "ATF Sinner" Buszko – vocal/guitarra (1990–presente)
Daniel 'Nar-Sil' Rutkowski – bateria (2020–presente)

Membros atuais em apresentações ao vivo
Dominik "Domin" Prykiel – guitarrista (2017–presente)
Tomasz "Tiermes" Sadlak – baixo (2020–presente)

Ex-membros
Paweł "Pavulon" Jaroszewicz – bateria (2014–2020)